# Steven Erikson
Steven Erikson (7 d'octubre de 1959) és el pseudònim de Steve Rune Lundin, un novel·lista canadenc amb formació d'arqueòleg i antropòleg.
La seva obra més coneguda és la saga de deu novel·les Malazan Book of the Fallen (literalment Malazan llibre dels caiguts), del qual s'havien venut més d'un milió de còpies l'any 2012 a escala mundial. A Espanya vuit de les novel·les de la saga varen ser publicades en castellà per l'editorial La factoría de ideas abans de la seva fallida el desembre de 2015. SF Site ha catalogat la saga com "l'obra més important de la fantasia èpica des de Les cròniques de Thomas Covenant de Stepehn R. Donaldson" i Fantasy Book Review l'ha descrita com "la millor saga de fantasia dels darrers temps". El també novel·lista de fantasia Stephen Donaldson es refereix a Erikson com "un escriptor extraordinari". En una entrevista amb sffworld.com, Erikson va admetre que originalment tenia dubtes sobre la possible popularitat de la saga. Tanmateix, es va sorprendre del gran èxit que la saga ha arribat a assolir. Erikson també ha advertit que els lectors "o odien la saga o els encanta".